# شاندرا بهادور دانغي
شاندرا بهادور دانجي (30 نوفمبر 1939 - 3 سبتمبر 2015)، مواطن نيبالي، اشتهر لكونه أقصر رجل في التاريخ المسجل بطول بلغ 54.6 سم. حطم الرقم القياسي السابق الذي سجله جول محمد (1957-1997) والذي بلغ طوله 57 سم (1 قدم 10 بوصة).
لفت دانجي انتباه وسائل الإعلام عندما رآه مقاول أخشاب في قريته في مقاطعة دانغ [الإنجليزية] في نيبال. حصل على لقب أقصر إنسان بالغ تم تسجيله على الإطلاق بعد قياس طوله في فبراير 2012. وأُدرج لاحقًا في موسوعة غينيس للأرقام القياسية.

## حياته
ولد دانجي في 30 نوفمبر 1939. من غير المعروف ما هي الحالة الطبية التي حدت من نموه. كان لديه خمسة أشقاء وشقيقتان. كان طول ثلاثة من إخوته الخمسة أقل من 1.22 مترًا (4 أقدام)، بينما كانت أخواته وشقيقان آخران متوسطي الطول.
عاش في قرية ريمخولي النائية على بعد حوالي 400 كيلومتر (250 ميل) من كاتماندو، عاصمة نيبال. ولم يغادر قريته مطلقًا، إلا حين دخل موسوعة غينيس للأرقام القياسية كأقصر رجل في العالم في عام 2012، كان دانجي يعمل في تجارة النسيج، وبعد حصوله على اللقب، قال إنه كان يرغب دائمًا في السفر إلى جميع أنحاء بلاده والعالم، وعبر عن رغبته في الترويج لبلاده كونه أقصر رجل في العالم.
في عام 2012، وعندما كان يبلغ من العمر 72 عامًا، التقى بأقصر امرأة في العالم وهي جيوتي أمجي من ناغبور، من الهند، وظهر الثنائي معًا على غلاف الطبعة السابعة والخمسين من كتاب غينيس للأرقام القياسية في عام 2013. في 13 نوفمبر 2014، وكجزء من يوم غينيس للأرقام القياسية العالمية، التقى دانجي بأطول رجل حي في العالم (سلطان كوزن) في حدث في لندن.

## الوفاة
توفي دانجي في ساموا الأمريكية في 3 سبتمبر 2015 عن عمر يناهز 75 عامًا، في مركز ليندون جونسون الطبي الاستوائي في باغو باغو. لم يتم الكشف عن السبب الدقيق لوفاته، على الرغم من أن صحيفة كاتماندو بوست [الإنجليزية] ذكرت أنه قد عانى في السابق من التهاب رئوي. كان دانجي يقوم بجولة في جنوب المحيط الهادئ طوال معظم العام مع سيرك توبال برونو السحري في ساموا.

## معرض صور

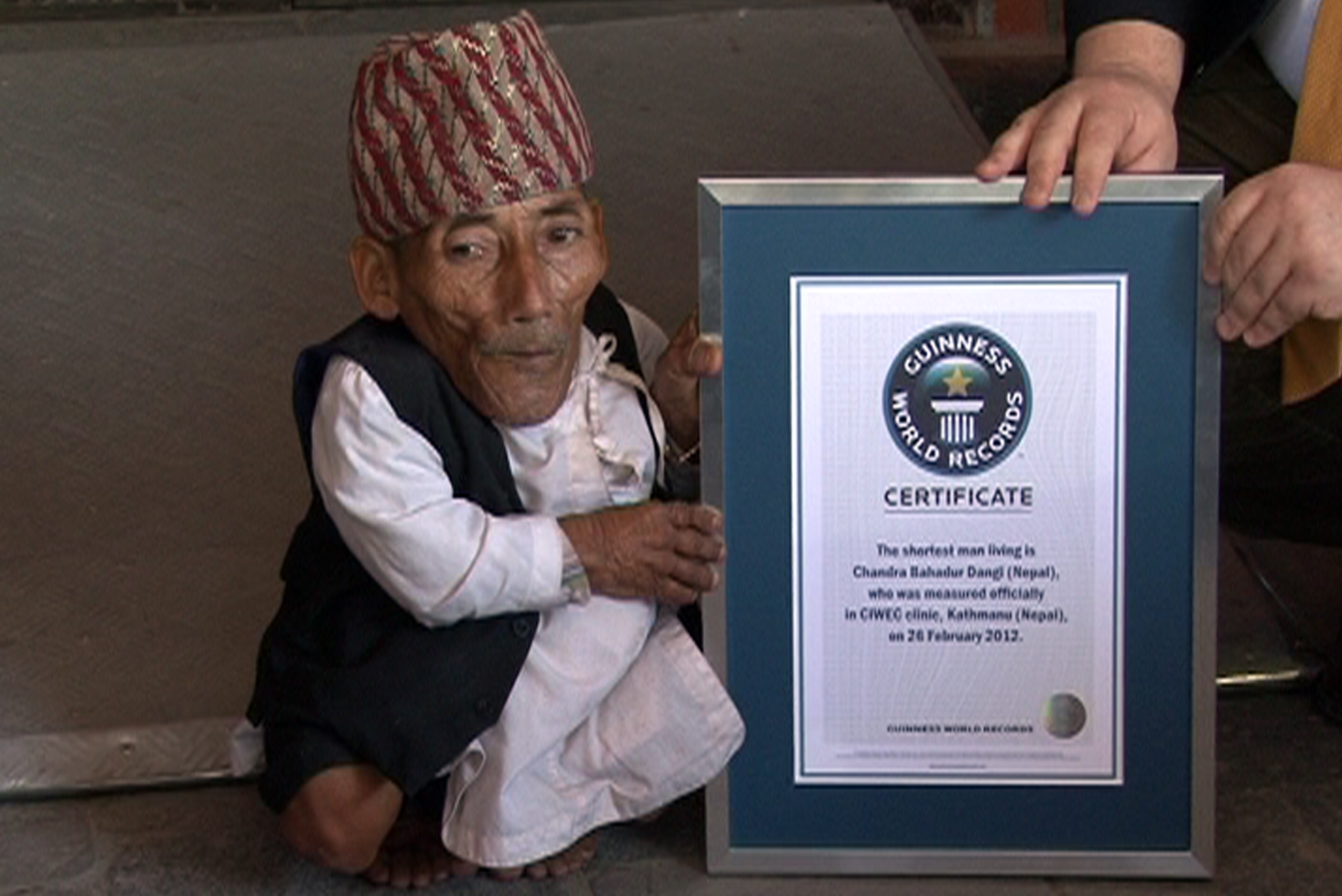
شاندرا بهادور دانغي يجري عرض مع واحدة من الجوائز له
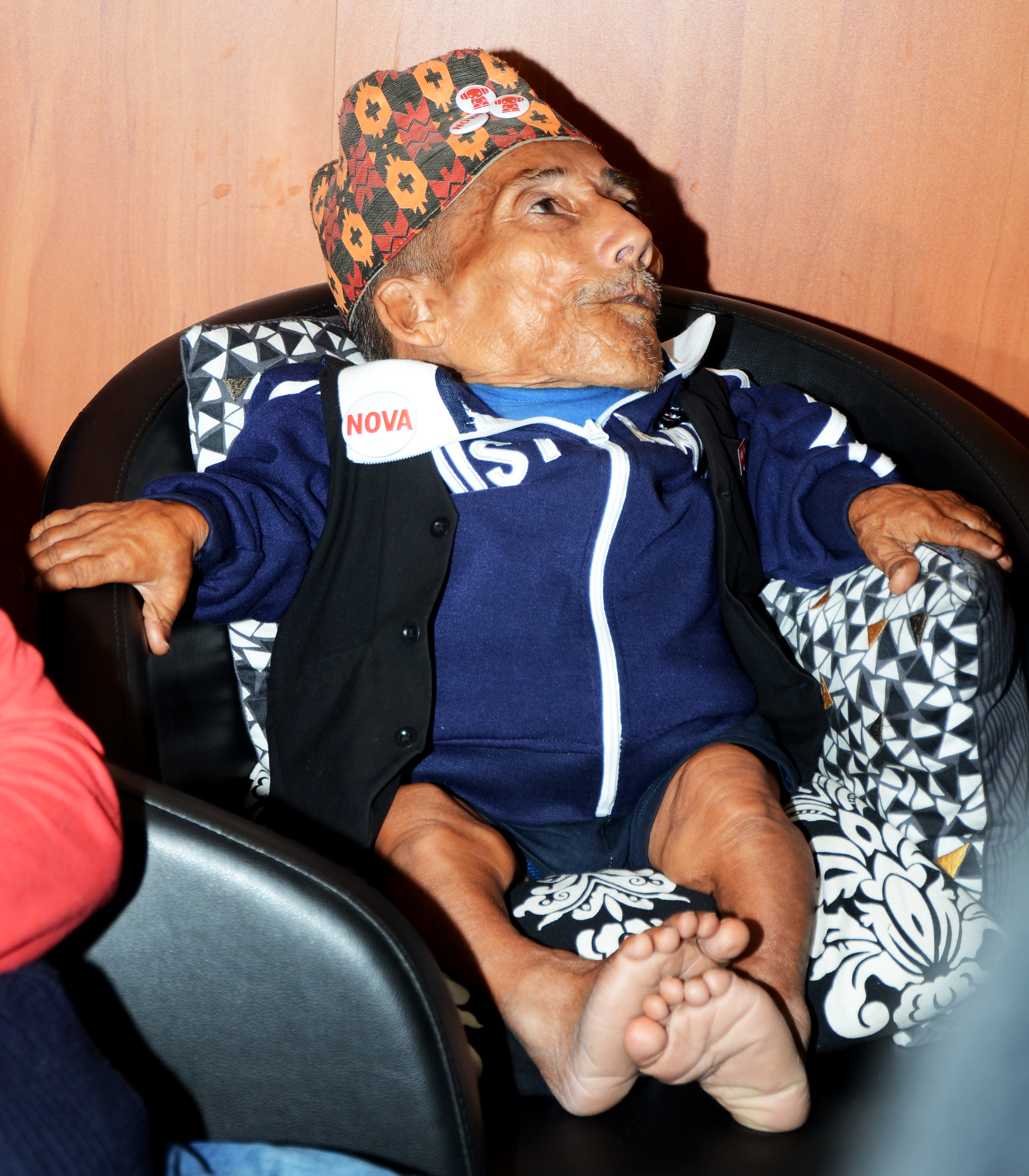
شاندرا بهادور دانغي في سيدني